# 格罗艾勒特区
格罗艾勒特区是聖盧西亞的10個區之一，位於該國最北端，北面和東面是大西洋，南接登內里區和卡斯特里區，西臨加勒比海，面積101平方公里，2001年人口19,816，人口密度為每平方公里196.2人。

## 聚居地
- 格羅艾勒特
- 蒙希
- 多芬
- 格朗德昂斯